# Полкіни
Полкі́ни, або Повки́ні, Полкініци, Полкині (пол. Pełkinie) — село у Польщі, у гміні Ярослав Ярославського повіту Підкарпатського воєводства. Знаходиться на відстані 7 км на північний-захід від Ярослава. Населення — 1793 особи (2011).

## Назва

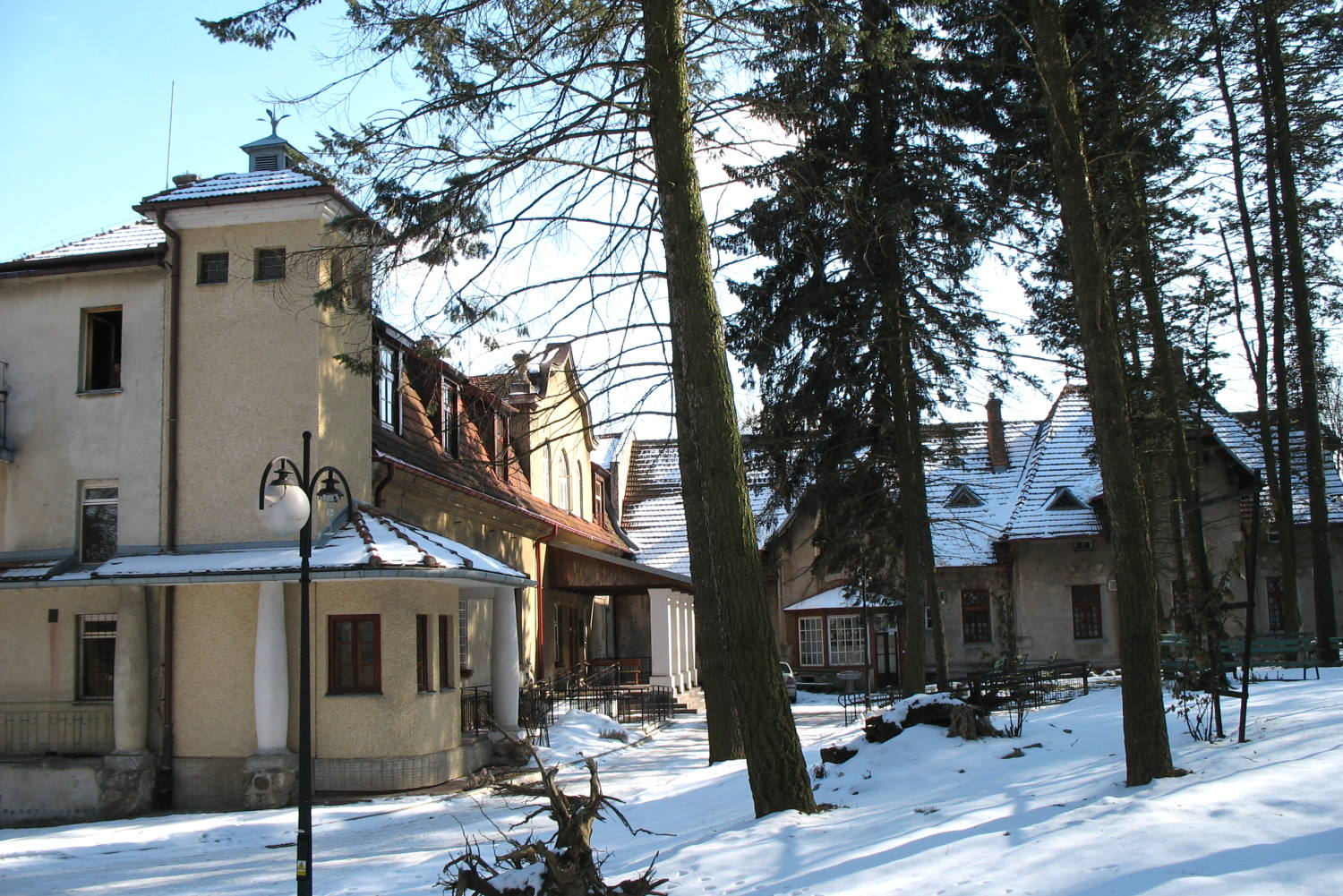
Палац князів Чорторийських у Полкінах

В літературі зустрічаються різні варіанти написання української назви села. Зокрема у історико-мемуарному збірнику «Ярославщина» згадуються два варіанти: Полкині і Повкині. У "Географічному словнику Королівства Польського вказується, що русинське (українське населення) використовувало назву Полкініци (очевидно — «Полкиничі»). Також використовується назва Полкіни, зокрема на сайті Державного архіву Львівської області.

## Історія
Село вперше згадується у документах І-ї половини XV ст. Тоді воно разом з іншими Ярославськими землями належало представнику роду Тарновських, Спитку з Тарнова (або Спитек з Ярослава), засновнику нової гілки роду Тарновських — Ярославські. Після смерті Спитка з Ярослава його землі були розділені між синами Яном, Рафалом (Рафаїл з Тарнова і Ярослава) і Спитком (Спитек ІІ з Ярослава). 1458 року Полкіни отримав син Рафала — Спитек, відомий як Спитек ІІІ Ярославський. 1462 року Полкіни і Косків (тепер частина Ярослава) були продані Янові і Павлові Лисаковським. Наприкінці XVI ст. село належало Софії Костковій, правнучці Спитка ІІІ. Її другий чоловік Ян Костка збудував у Полкінах палац. В описі Ярослава та околиць 1681 року згадуються два палаци у Полкінах: новий недокінчений та старий поруйнований. Вже наприкінці XVII ст. селом володів рід Сангушків. Його представник Павел Кароль Сангушко побудував новий палац.
Під кінець XVIII ст. селом заволоділи Чарторийські. З 1889 до 1944 року в палаці мешкав князь Вітольд Леон Чарторийський зі своєю дружиною Ядвігою Дідушицькою. 1895 року розпочалося будівництво нового корпусу палацу у стилі швейцарського замку.
У 1831 р. в селі було 395 греко-католиків. Того ж року відкрито парохіяльну школу при церкві для навчання письма і читання. В 1874 р. в селі було відкрито публічну школу. 1897 року українська громада відкрила читальню товариства «Просвіта». Станом на кінець 1930-х в читальні було 112 книг..

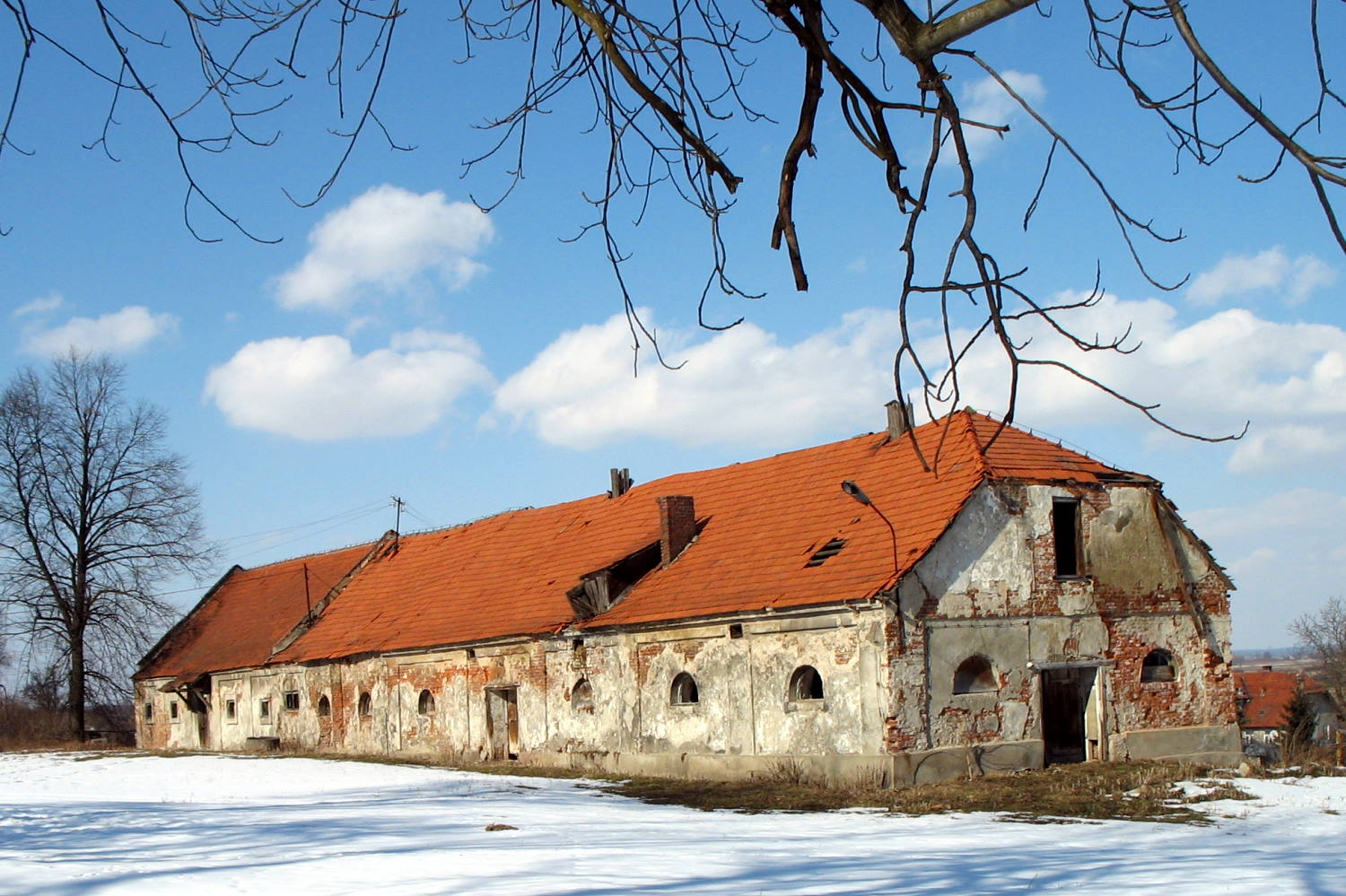
Покинута господарська будівля біля палацу

Відповідно до «Географічного словника Королівства Польського» село знаходилося в родючій місцевості на лівому березі Сяну. Через село проходила Галицька залізниця імені Карла Людвіга, а саме ділянка між Ярославом і Переворськом. Також у селі були телеграф і пошта. Село тягнулося вздовж довгої вулиці. В центрі села знаходилися філіальна дерев'яна церква та школа. На сільських пасовищах знаходилося 2 фільварки: Трояни і Єжівка. Частина села біля замку Пелків носила назву Кругель Пелкінський — після Другої світової війни ввійшла до складу міста Ярослав. Над самим Сяном знаходилися кілька малих присілків: Лази, Луги та Вигарки.
За переписом населення 1881 року у селі проживало 1122 мешканці, з них 571 чоловік та 551 жінка. Релігійна приналежність: 618 римо-католиків, 470 греко-католиків, 32 євреї та 2 невідомого віровизнання. В селі була власна греко-католицька парафія Ярославського деканату Перемишльської єпархії УГКЦ, до якої також належали села Вілька Полкинська та Вербна, всього 1078 прихожан. Римо-католики належали до парафії у Ярославі.
На 01.01.1939 в селі проживало 2080 мешканців, з них 30 україномовних українців, 560 польськомовних українців, 1460 поляків, 30 євреїв. Село належало до ґміни Ярослав Ярославського повіту Львівського воєводства.
У 1945—1946 роках з села було переселено 72 українські сім'ї (266 осіб). Переселенці опинилися в населених пунктах Тернопільської, Дрогобицької і Станіславської області. Лише 1945 року в селі було створено римо-католицьку парафію. Решту українців у 1947 р. депортовано на понімецькі землі.
У 1975—1998 роках село належало до Перемишльського воєводства.
В селі діє зупинний пункт залізниці з однойменною назвою.

## Демографія
Демографічна структура станом на 31 березня 2011 року:
|          | Загалом | Допрацездатний вік | Працездатний вік | Постпрацездатний вік |
| -------- | ------- | ------------------ | ---------------- | -------------------- |
| Чоловіки | 867     | 182                | 584              | 101                  |
| Жінки    | 926     | 170                | 541              | 215                  |
| Разом    | 1793    | 352                | 1125             | 316                  |

## Церква
З податкового реєстру 1515 року відомо про існування церкви в селі.
У 1909 р. в селі збудовано нову муровану церкву св. О. Николая, яка була парафіяльною церквою Ярославського деканату Перемишльської єпархії УГКЦ. У 1945 р. перетворена на костел.

## Відомі особи
За спогадами Івана Крип'якевича, у 6 класі разом з батьком Петром Францом їздили до села Полкинь біля Ярослава, де в метриках віднайшли записи про предків. Найстаршим з них був о. Іван, який помер 1818 року.